# Shotokan Karate-do International Federation
Shotokan Karate-Do International Federation (SKIF) — одна з найбільших міжнародних організацій, що займається розвитком та популяризацією традиційного карате стилю Шотокан у світі. Заснована у 1978 році майстром Хіроказу Канадзава (10-й дан), який був одним із останніх учнів засновника сучасного карате Ґічін Фунакоші.

## Історія
SKIF була заснована у 1978 році Хіроказу Канадзавою після його виходу з Японської асоціації карате (JKA), де він обіймав посаду директора з міжнародних справ. Метою створення організації було поширення карате Шотокан, заснованого на гармонії, технічній досконалості та філософії будо.

## Структура та керівництво
Після смерті Канадзави у 2019 році організацію очолив його син, Канчо Нобуакі Канадзава. Головним інструктором (Shuseki Shihan) є Манабу Муракамі. SKIF має штаб-квартиру в Токіо, Японія, і налічує понад 2,5 мільйона членів у більш ніж 130 країнах світу.

## Діяльність
SKIF організовує регулярні міжнародні семінари, чемпіонати світу та континентальні змагання. Наприклад, у 2023 році в місті Дьйор, Угорщина, відбувся 14-й чемпіонат світу SKIF, у якому взяли участь представники з 48 країн.

## Присутність в Україні
SKIF має офіційне представництво в Україні, яке входить до складу європейських філій федерації. Українські клуби беруть участь у міжнародних заходах SKIF, сприяючи розвитку карате Шотокан у регіоні.

## Значущість
SKIF є однією з найбільших та найвпливовіших організацій у світі карате. Її діяльність сприяє збереженню традиційного стилю Шотокан, розвитку технічної майстерності та поширенню філософії будо серед мільйонів практикуючих у всьому світі.